# Frédéric Genêt
Pour les articles homonymes, voir Genêt.
Frédéric Genêt, né le 28 février 1978 à Bruxelles (province de Brabant), est un auteur de bande dessinée et illustrateur belge.

## Biographie
Frédéric Genêt naît le 28 février 1978 à Bruxelles. Depuis son enfance, il avoue apprécier Le Livre dont vous êtes le héros, Warhammer, HeroQuest, son univers de prédilection.
Il se destine très tôt à une carrière dans l’illustration. Après un Bac Arts plastiques, il obtient un diplôme d’infographie à l’Institut Saint-Luc de Bruxelles. Il poursuit sa formation artistique en s'inscrivant à l’école des Arts de Braine-L’Alleud où il prépare pendant plus de 3 ans un diplôme d’arts plastiques pour l’enseignement en académie. En 1999, il commence à donner des cours de dessin à l’année ou en stage pour adolescents. En parallèle, il exécute divers travaux d’illustration pour des agences de publicité, universités, organismes communaux. À partir de 2002, il fait occasionnellement de la mise en couleur pour le magazine Spirou et en 2003 pour la série Intox aux éditions Glénat. En avril 2003, le premier tome de sa série Mygala, une trilogie d'horreur mâtinée de science-fiction dont deux tomes sont parus : le premier Incubation aux éditions Nucléa², le second aux éditions Soleil. Ensuite, il lance la série Samurai en collaboration avec son ami et ancien professeur de bande dessinée, Jean-François Di Giorgio aux éditions Soleil en 2005. Cette série conte les aventures de Takeo, et de son fidèle Shiro, et elle est composée en plusieurs cycles, dont le premier est clôturé par le quatrième tome. Elle compte 16 tomes en 2023, le dessin est assuré par Cristina Mormile à partir du tome 10. Puis, il marque une pause, il s’éloigne plusieurs années de la bande dessinée et se tourne vers l'illustration en réalisant notamment celles des couvertures de la série dérivée Samourai Légendes de 2012 à 2016 ainsi que le jeu Sumo quatro et Kumo Hogosha aux éditions Morning Players,.
En 2018, Frédéric Genêt adapte en bande dessinée Mauvaise donne, la nouvelle dans laquelle apparaît pour la première fois Benvenuto Gesufal, la crapule star du roman Gagner la guerre (2009) de Jean-Philippe Jaworski. Le premier tome intitulé : Ciudalia, est publié aux éditions Le Lombard, il enchaîne l'année suivante avec le second opus Le Royaume de Ressine, tandis que le troisième volume La Mère patrie paraît en 2021 et il sort le quatrième volet La Marche franche en 2022. La série prévue en cinq tomes s'achève en 2025.
En outre, il participe aux artbooks collectifs Les Filles de Soleil tomes 9, 10, 11, 14 et 18 de 2005 à 2013 , à l'album collectif Rêver l'aventure... qui transpose les chansons de Pascal Obispo en bande dessinée (Soleil, 2006) ainsi qu'il contribue au Tintin numéro spécial 77 ans en 2023.

## Œuvres

### Albums de bande dessinée

#### Gagner la guerre
- 1. Ciudalia[11],[27], Le Lombard, Bruxelles, 25 mai 2018
Scénario, dessin et couleurs : Frédéric Genêt -  (ISBN 9782803672080),Préface de Jean-Philippe Jaworski.
- 2. Le Royaume de Ressine[13], Le Lombard, Bruxelles, 20 septembre 2019
Scénario, dessin et couleurs : Frédéric Genêt -  (ISBN 978-2-8036-7541-8)
- 3. La Mère patrie[14], Le Lombard, Bruxelles, 12 février 2021
Scénario, dessin et couleurs : Frédéric Genêt -  (ISBN 978-2-8036-7709-2)
- 4. La Marche franche[15],[28], Le Lombard, Bruxelles, 27 mai 2022
Scénario et dessin : Frédéric Genêt - Couleurs : Frédéric Genêt, Hugo Poupelin -  (ISBN 978-2-8082-0164-3).
- 5. Retour en grâce[16],[29],[30], Le Lombard, Bruxelles, 28 février 2025
Scénario et dessin : Frédéric Genêt - Couleurs : Hugo Poupelin -  (ISBN 978-2-8082-1093-5).

### Collectifs
- Numéro spécial 77 ans - L'hommage des auteurs et autrices d'aujourd'hui aux personnages mythiques du journal Tintin, Éditions Moulinsart-Le Lombard, Bruxelles, 8 septembre 2023
Scénario : collectif - Dessin : collectif dont Frédéric Genêt - Couleurs : quadrichromie -  (ISBN 2-85815-201-2)

### Expositions

#### Expositions individuelles
- Samurai t. 4[31], Librairie La Main banche, Waterloo 23 octobre au 15 novembre 2008 ;
- Samurai t. 9[32], Librairie Brüsel, Bruxelles, juin 2014.

#### Expositions collectives
- D G G H[33], Galerie Passerelle, Bruxelles du 8 au 21 juin 2018 ;
- Sélection de planches originales du tome Le Royaume de Ressine, Galerie Passerelle, Bruxelles du 8 au 30 novembre 2019[34].

#### Livres
: document utilisé comme source pour la rédaction de cet article.
- Jacques Fiérain, « Genêt, Frédéric », dans La BD à Bruxelles et en Brabant, Charleroi, Éd. l'Âge d'or, avril 2003, 144 p., ill. ; 31 cm (ISBN 9782960119664 et 2960119665, OCLC 470388171, présentation en ligne), p. 60.
- Paul Herman et Philippe Faure, Regards croisés en bandes dessinées Europe Japon, Grenoble, Glénat, février 2009, 240 p., ill. ; 31 cm (ISBN 978-2-7234-6672-1 et 2723466728, OCLC 864160852, présentation en ligne).
- Philippe Mellot, Michel Denni, Laurent Turpin et Isabelle Morzadec, Trésors de la bande dessinée : BDM 2023-2024 - Catalogue encyclopédique et Argus, Paris, Les Arènes, novembre 2022, 23e éd., 1677 p., ill. ; 23 cm (ISBN 9791037507280, OCLC 1351462460, présentation en ligne), p. 525, 873, 1113. .

#### Articles
- Frédéric Genêt (interviewé par Jean-Laurent Del Socorro), « Interview 2018 : Frédéric Genêt pour Gagner la Guerre en BD », ActuSF,‎ 11 janvier 2018 (lire en ligne, consulté le 4 janvier 2025).
- Frédéric Genêt (interviewé par Laurent Gianati), « « Jaworski nous pousse à aimer des crapules » », BD Gest',‎ 30 juillet 2018 (lire en ligne, consulté le 5 juillet 2023).